# Centre for Contemporary Art
CCA Lagos (Centre for Contemporary Art) è un'organizzazione indipendente no-profit istituita nel dicembre 2007 a Lagos, Nigeria. È una piattaforma che si occupa di diffondere e promuovere l'arte contemporanea e la cultura africana, in particolar modo quella nigeriana, attraverso la collaborazione con altre organizzazioni, artisti e curatori sia africani che internazionali.
Il CCA, Lagos vanta di un ricco programma di mostre, workshop, conferenze, seminari, spettacoli e proiezioni di film. Lo scopo principale del Centro è quello di sviluppare un programma che rifletta la diversità delle tecniche, idee e approcci nell'arte visiva contemporanea, soprattutto dando spazio ai nuovi media di sperimentazione (fotografia, animazione, video, performance e installazioni) diffusi nella pratica artistica contemporanea nigeriana, ma poco pubblicizzati. 
Tra gli obiettivi del CCA, Lagos vi sono quelli di contribuire allo sviluppo e alla professionalizzazione della produzione artistica e della pratica curatoriale in Nigeria e sviluppare un nuovo pubblico per le arti visive collaborando con artisti, curatori, scrittori, teorici, organizzazioni e istituzioni di tutto il mondo.
Bisi Silva fu la fondatrice e direttrice del centro.

## Attività

### Mostre
- 2011 Mudi Yahaya The Ruptured Landscape: On the Construction of Difference
- 2011 J. D. Okhai Ojeikere Moments of Beauty
- 2010 Pinar Yolacan Maria Series
- 2010 ON INDEPENDENCE AND THE AMBIVALENCE OF PROMISE
- 2009 IDENTITY: AN IMAGINED STATE
- 2009 Trash-ing: New Works by Kainebi Osahenye
- 2009 Chance Encounters Seven Contemporary Artists from Africa
- 2009 Like A Virgin... Lucy Azubuike & Zanele Muholi
- 2008 Picha, African Comics
- 2008 George Osodi, Paradise Lost:Revisiting the Niger Delta
- 2008 Ndidi Dike, Waka-into-Bondage:The Last ¾ mile
- 2007 Fela, Ghariokwu Lemi and The Art of the Album Cover

### Biblioteca
All'interno dello spazio del CCA, Lagos è presente una biblioteca specializzata di oltre 3000 libri riguardanti le arti visive.